# Михайлов Іван Михайлович
Іван Михайлович Михайлов (1902, село Іванівка Харківської губернії, тепер Вовчанського району Харківської області — 31 серпня 1946, місто Харків) — український радянський партійний діяч, 3-й секретар Харківського обласного комітету КП(б)У.

## Біографія
З 1923 року — на керівній роботі в сільському господарстві Харківщини.
Член ВКП(б).
До 1944 року — заступник завідувача Харківського обласного земельного відділу із тваринництва.
У 1944—1946 роках — завідувач сільськогосподарського відділу Харківського обласного комітету КП(б)У.
У січні (затверджений в квітні 1946) — 31 серпня 1946 року — 3-й секретар Харківського обласного комітету КП(б)У.
Помер 31 серпня 1946 року після нетривалої важкої хвороби в місті Харкові.

## Нагороди
- орден «Знак Пошани» (28.08.1944)
- медалі